# Ain't Got No Cadillac
Ain't Got No Cadillac er det syvende studiealbum af den svenske musiker og sangskriver Eddie Meduza. Albummet blev udgivet i 1985 og er Eddie Meduzas første album med sange kun på engelsk.
Den hollandske sanger René Shuman har lavet en cover af "Young Girls And Cadillac Cars".

## Spor
Alle sange skrevet og komponeret af Eddie Meduza.
| 1. | "Ain't Got No Cadillac"         | 03:44 |
| 2. | "Get Out Of Town"               | 02:44 |
| 3. | "Come Autumn Rain"              | 04:19 |
| 4. | "Gimme Love"                    | 04:02 |
| 5. | "Young Girls And Cadillac Cars" | 03:16 |
| 6. | "Red Haired Lisa"               | 02:46 |

| 1. | "No Cruising In My Car No More"           | 03:15 |
| 2. | "There's Nobody Who Want's My Loving Now" | 02:57 |
| 3. | "Oh Pretty Maye"                          | 03:12 |
| 4. | "Love You Little Girl"                    | 03:02 |
| 5. | "You're Slowly Slipping Away From Me"     | 04:26 |
| 6. | "Wanna Know If You"                       | 03:55 |

## CD-udgivelse
På CD-udgivelsen, der kom ud i 2002, indeholdt albummet bonussangerne "Timber", "Gubbarnas Heavy Rock And Roll" (gubbe er et udtryk på svensk som på dansk bliver olding eller gammel mand)", "The Wanderer" (tekst og musik af Ernie Maresca) og "It's All Over Now" (tekst og musik af Bobby Womack och Shirley Womack).

## Medvirkende
- Alle instrumenter og all vokalistindsats: Eddie Meduza
- På "Wanna Know If You" deltager Jan-Anders Lindén og Anders Erlandsson fra Lester C. Garreth.

Produktion
- Peder Andersson - foto
- Karin Lodin - design
- Eddie Meduza - producer